# Dante Isella

Dante Isella (1975)

Dante Isella  (* 11. November 1922 in Varese; † 3. Dezember 2007 ebenda) war ein italienischer Romanist und Literaturwissenschaftler.

## Leben und Werk
Isella besuchte das Gymnasium in Varese und studierte zuerst in Mailand, ab 1944 bei Gianfranco Contini an der Universität Freiburg (Schweiz). Er wurde 1947 an der Universität Florenz promoviert mit der Arbeit La lingua e lo stile di Carlo Dossi (Mailand/Neapel 1958, Mailand 2010). 
Isella lehrte zuerst an der Universität Parma, von 1966 bis 1967 an der Universität Catania, von 1967 bis 1977 in Pavia und von 1972 bis 1988 an der Universität Zürich (von 1972 bis 1977 an beiden Orten).
Isella war ab 1962 Gründungsherausgeber der Zeitschrift Questo e altro (bis 1964) und ab 1966 Mitherausgeber der Zeitschrift Strumenti critici. Er gab von 1961 bis 1993 die Reihe Classici italiani heraus.
Isella entfaltete (neben seinen monografischen Arbeiten) von 1955 bis zu seinem Tod eine weitgespannte Herausgebertätigkeit, die sich auf zahlreiche Autoren bezog, darunter u. a. Giovanni Paolo Lomazzo, Carlo Porta (1775–1821), Carlo Dossi, Carlo Maria Maggi (1630–1699), Alessandro Manzoni, Giuseppe Parini, Carlo Emilio Gadda, Francesco De Lemene (1634–1704), Delio Tessa (1886–1939), Biagio Bellotti (1714–1789), Eugenio Montale, Elio Vittorini, Beppe Fenoglio und Vittorio Sereni (1913–1983).
Isella war Mitglied der Accademia della Crusca (1988, Korrespondierendes Mitglied seit 1980) und der Accademia dei Lincei (1997). Er erhielt zahlreiche Preise.

## Werke (außer Herausgebertätigkeit)
- L'officina della „notte“ e altri studi pariniani, Mailand/Neapel 1968 (Giuseppe Parini)
- Ritratto dal vero di Carlo Porta, Mailand 1973
- I lombardi in rivolta. Da Carlo Maria Maggi a Carlo Emilio Gadda, Turin 1984, 2002
- Le carte mescolate. Esperienze di filologia d'autore, Padua 1987 (Sammelschrift)
- L'idillio di Meulan. Da Manzoni a Sereni, Turin 1994
- Dovuto a Montale, Mailand  1997
- Per due liriche di Finisterre. Lezione Sapegno 1997, Turin 1997
- Carlo Porta. Cinquant’anni di lavori in corso, Turin 2003 (Sammelschrift)
- Lombardia stravagante. Testi e studi dal Quattrocento al Seicento tra lettere e arti, Turin 2005 (Sammelschrift)
- Le carte mescolate vecchie e nuove, hrsg. von Silvia Isella Brusamolino, Turin 2009 (Sammelschrift, postum)